# 氷室友里
氷室 友里（ひむろ ゆり、女性、1989年3月 - ）は、日本のテキスタイルデザイナー、アーティスト。株式会社 HIMURO DESIGN STUDIO 代表取締役。東京造形大学 造形学部 デザイン学科 テキスタイルデザイン専攻領域 非常勤講師。

## 人物・略歴
1989年東京生まれ。多摩美術大学大学院在学中にフィンランドのアアルト大学に交換留学。大学院修了後、会社勤務、2016年独立。「IFFT／Interior Lifestyle Living Young Designer Award 2017」受賞。
日本とフィンランドでテキスタイルを学び活動しているテキスタイルデザイナー。人と布との関わりを通して、日々に驚きや楽しさをもたらし、豊かにしていくことをテーマにテキスタイルブランド『YURI HIMURO』を立ち上げ、オリジナル作品の開発、空間演出、企業へのデザイン提供などを行う。

- 2011年　多摩美術大学テキスタイルデザイン専攻卒業

- 2012年　Aalto University MA Textile Art & design 交換留学(FINLAND)

- 2013年　多摩美術大学 大学院 テキスタイルデザイン領域修了

- 2016年　 HIMURO DESIGN STUDIO 設立

- 2018年〜  株式会社 HIMURO DESIGN STUDIO 設立

- 2019年〜  東京造形大学 非常勤講師

## 主な受賞歴
- 2017年　IFFT / Interior Lifestyle living Young Designer Award
- 2018年　ELLE DECO International Design Awards 2018 - Young Japanese Design Talents
- 2019年　Salone Satellite Award 2018 Third prize

## 主な展覧会
- 2020年　「SNIP SNAP WALL ART MUSEUM BY YURI HIMURO」/ スーベニアフロムトーキョー（国立新美術館内ミュージアムショップ)
- 2019年　「氷室友里のテキスタイル展 TEXTILE PLAY GROUND」[5] / 三菱地所アルティアム
- 2018年　SNIP SNAP EXHIBITION EAT WELL, PLAY WELL, SLEEP WELL / 銀座 CUBiE (familiar 銀座店ギャラリー）
- 2018年　BLOOM collection EXHIBITION / DESIGNART TOKYO 2018 (AXISビル 中庭)
- 2018年　SNIP SNAP EXHIBITION[6] / 銀座 CUBiE (familiar 銀座店ギャラリー）
- 2018年　FLOWERS FOR MOTHER’S DAY / CASE GALLERY
- 2017年　FLOWERS exhibition and shop for mother’s day / CASE GALLERY
- 2016年　氷室友里のテキスタイルSKY展 / CASE GALLERY

## 主な活動経歴
- 2020年　VALKOVUOKKO and EUKALYPTUS / LAPUAN KANKURIT
- 2020年　WINNING LINGS[7] / LIBERTY LONDON
- 2018年　EAT WELL, PLAY WELL, SLEEP WELL / familiar
- 2018年　WHITE CHRISTMAS/ 髙島屋
- 2018年　ORIGINAL DIARY 2019[8] / MINA-TO (SPIRAL)
- 2018年　YURI HIMURO SHIBA collaborate model / カリモク60
- 2018年　NIGHT FOREST for glampool / 福岡ヒルトンホテル
- 2017年　TOY FABRICS by YURIHIMURO / KOKKA
- 2017年　Christmas installation[9] / カッシーナ・イクスシー